# NGC 2968
NGC 2968 ist eine Linsenförmige Galaxie vom Hubble-Typ SB0/a im Sternbild Löwe auf der Ekliptik. Sie ist schätzungsweise 67 Millionen Lichtjahre von der Milchstraße entfernt und hat einen Durchmesser von etwa 45.000 Lichtjahren.  Gemeinsam mit NGC 2964 und NGC 2970 bildet sie das isolierte Galaxientripel KTG 25. 
Im selben Himmelsareal befindet sich u. a. die Galaxie NGC 2981.
Die Typ-I-Supernova SN 1970L wurde hier beobachtet.
Das Objekt wurde am 7. Dezember 1785 von dem deutsch-britischen Astronomen William Herschel mit einem 48-cm-Teleskop entdeckt; die Entdeckung wurde später im New General Catalogue verzeichnet.